# 도로생태학
도로생태학(Road ecology, 道路生態學)은 생물다양성과 생태계 보전을 위하여 도로 건설에 관한 기초적인 이론과 응용기술을 다루는 학문이다. 경관생태학자 리차드 포먼은 자연환경과 도로시스템의 관계를 탐구하여 규명하는 것으로 도로생태학을 정의하였다.

## 같이 보기
- 환경생태학
- 공해차량제한지역
- 교통이 환경에 미치는 영향
- 야생동물 이동 통로
- 인류세